# تراموا اولم
تراموا اولم (آلمانی: Straßenbahnnetz Ulm) سیستم تراموا در شهر اولم، آلمان است.
این تراموا که در سال ۱۸۹۷ تأسیس شده دارای ۱ خط، ۲۲ ایستگاه و ۱۰٫۲ کیلومتر طول می‌باشد.

## نگارخانه

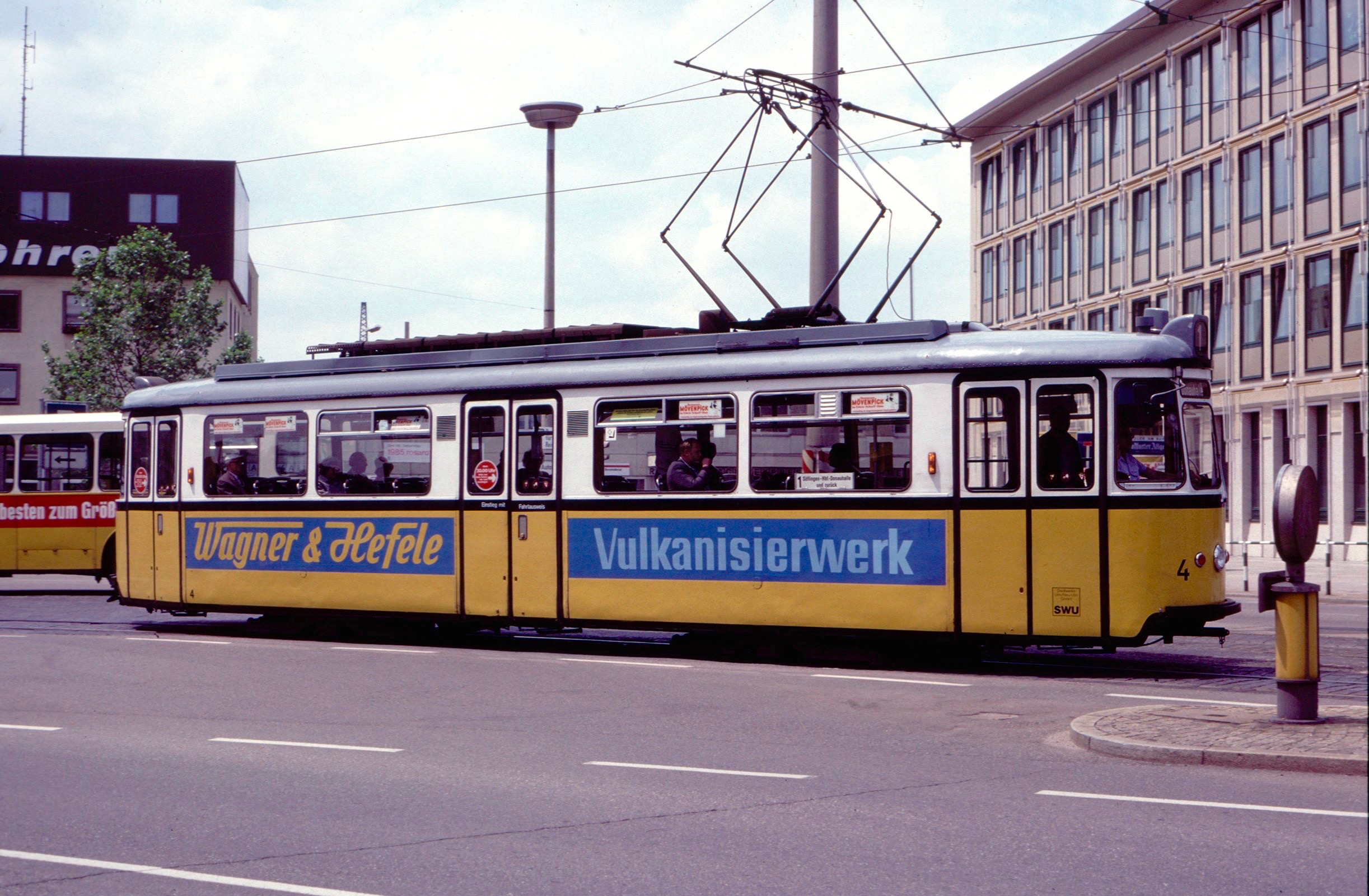
۱۹۸۵
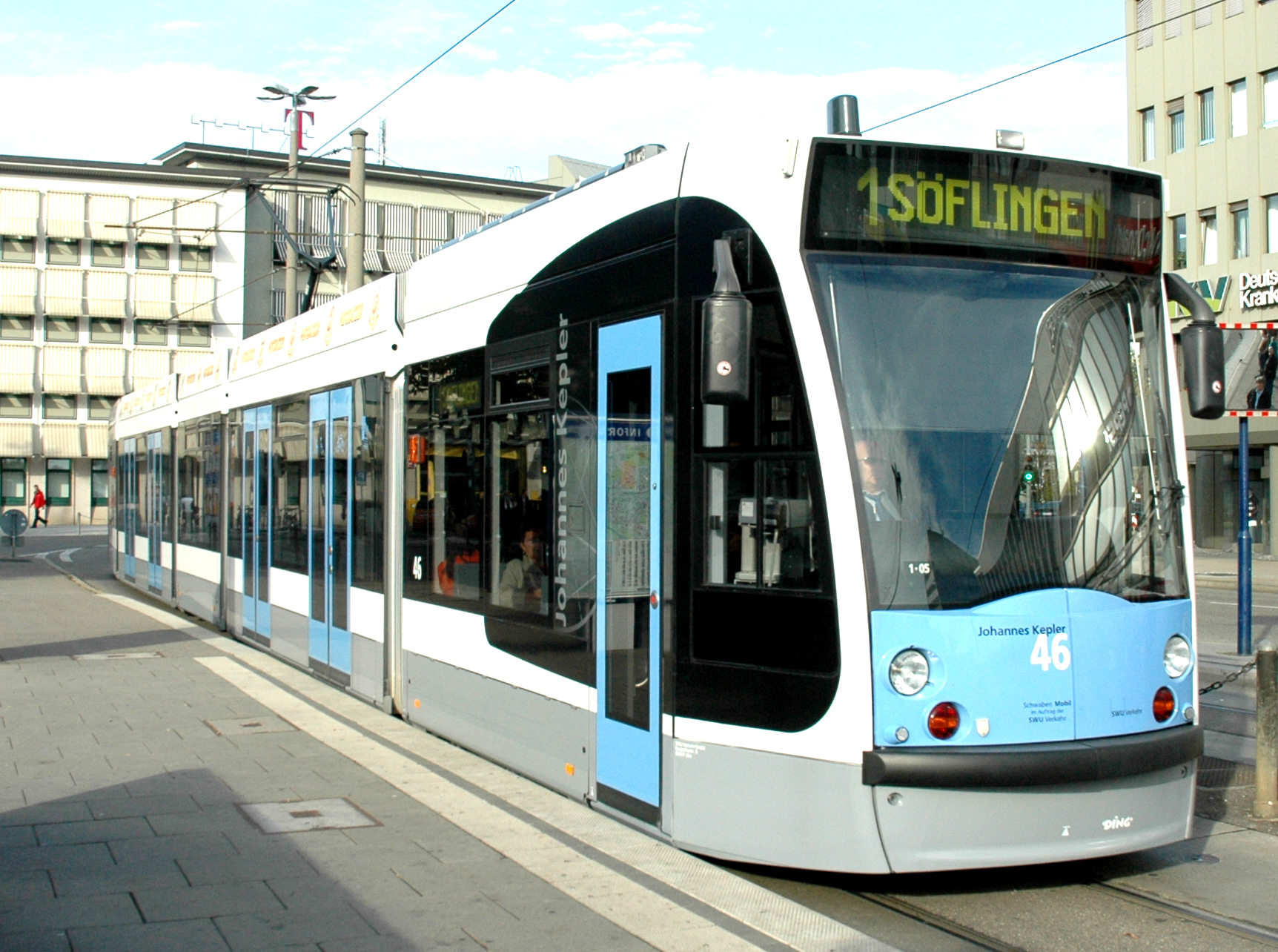
۲۰۰۶
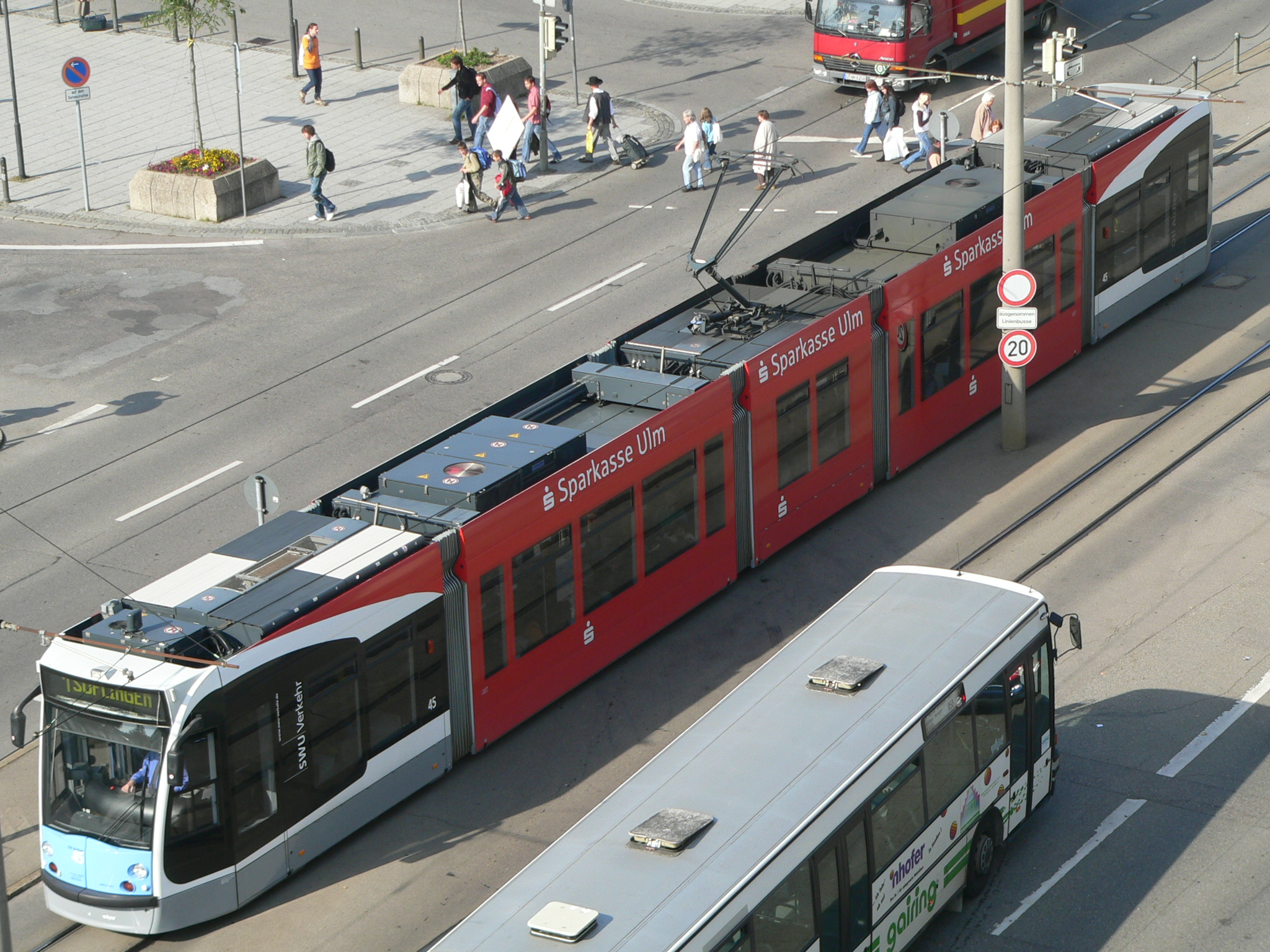
۲۰۰۶